# Clic (azienda)
Clic Air, conosciuta fino al 15 agosto 2023 come Empresa Aérea de Servicios y Facilitación Logística Integral S.A. (con l'acronimo EasyFly), è una compagnia aerea regionale con sede a Bogotà mentre il suo hub principale è l'Aeroporto internazionale El Dorado.

## Storia
La compagnia aerea è stata fondata nel 2006 da uno dei creatori di AeroRepública, Alfonso Ávila e da altri partner mentre le operazioni di volo, sono iniziate nel 2007 con due rotte dall'Aeroporto di Bogotà verso le città di Barrancabermeja e Arauca. Tra novembre 2007 e gennaio 2008 sono state inaugurate nuove rotte verso le città di Armenia, Cartago, El Yopal, Ibagué e Villavicencio. Nel corso del 2010 sono entrati in flotta 7 velivoli e nel 2012 è stata inaugurata una nuova base all'Aeroporto di Barranquilla. Da agosto 2014 sono stati introdotti in flotta gli ATR 42-500 mentre da dicembre 2018 sono entrati in servizio gli ATR 72-600.
L'8 luglio 2023 viene annunciato che la compagnia avrebbe cambiato nome da EasyFly a Clic con effetto dal 15 agosto successivo. Il cambio di nome è dovuto agli accordi successivi alla causa intentata alla compagnia colombiana da parte di easyGroup, la società che controlla la compagnia aerea britannica easyJet, per l'utilizzo del termine easy.

## Flotta

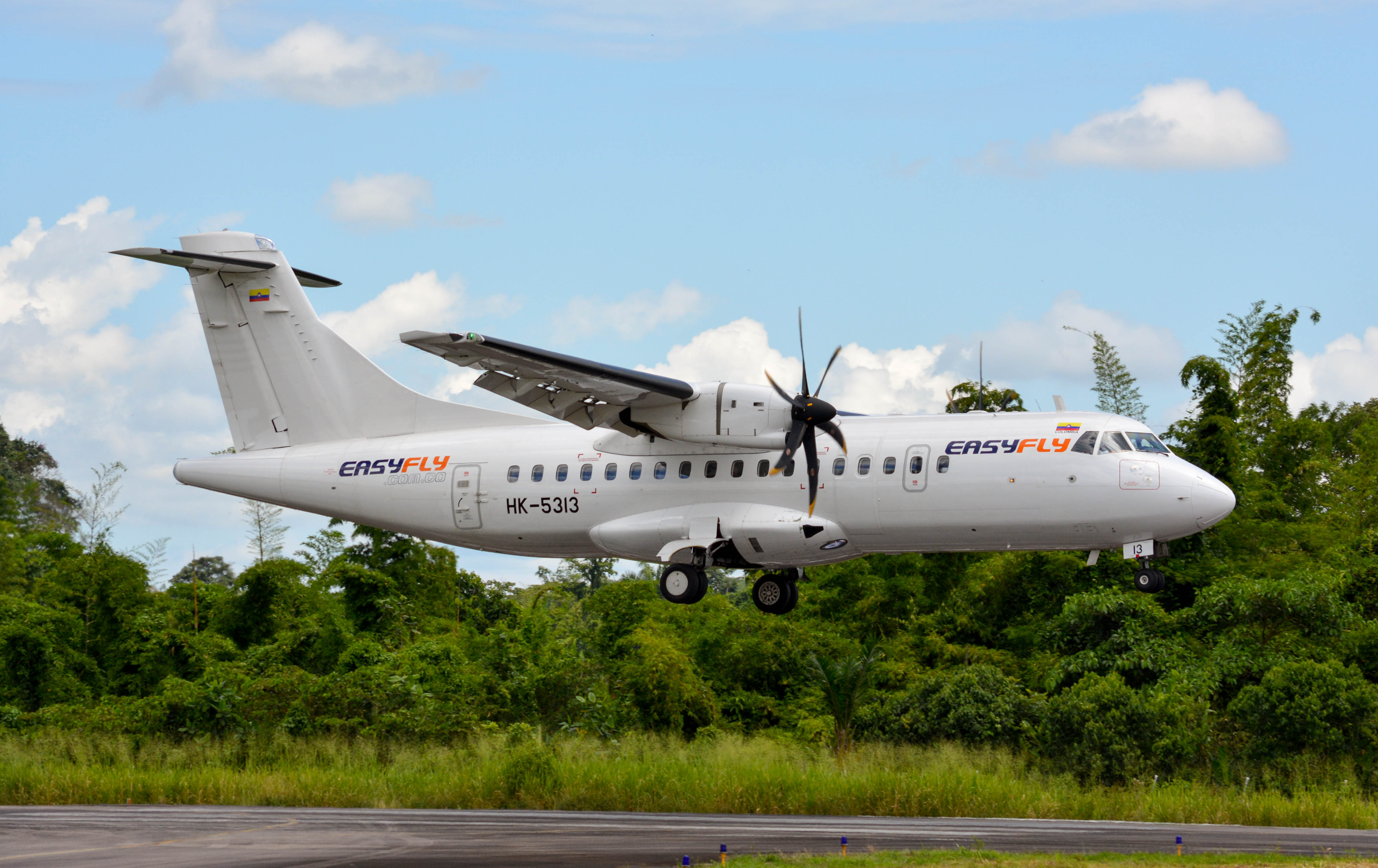
Un ATR 42-600 di EasyFly.

Ad agosto 2023 la flotta di Clic risulta composta dai seguenti aerei:
| Aereo      | In flotta | Ordini | Passeggeri | Note |
| ---------- | --------- | ------ | ---------- | ---- |
| ATR 42-500 | 2         | —      | 48         |      |
| ATR 42-600 | 12        | —      | 48         |      |
| ATR 72-600 | 6         | —      | 68         |      |
| Totale     | 20        | —      |            |      |

## Flotta storica

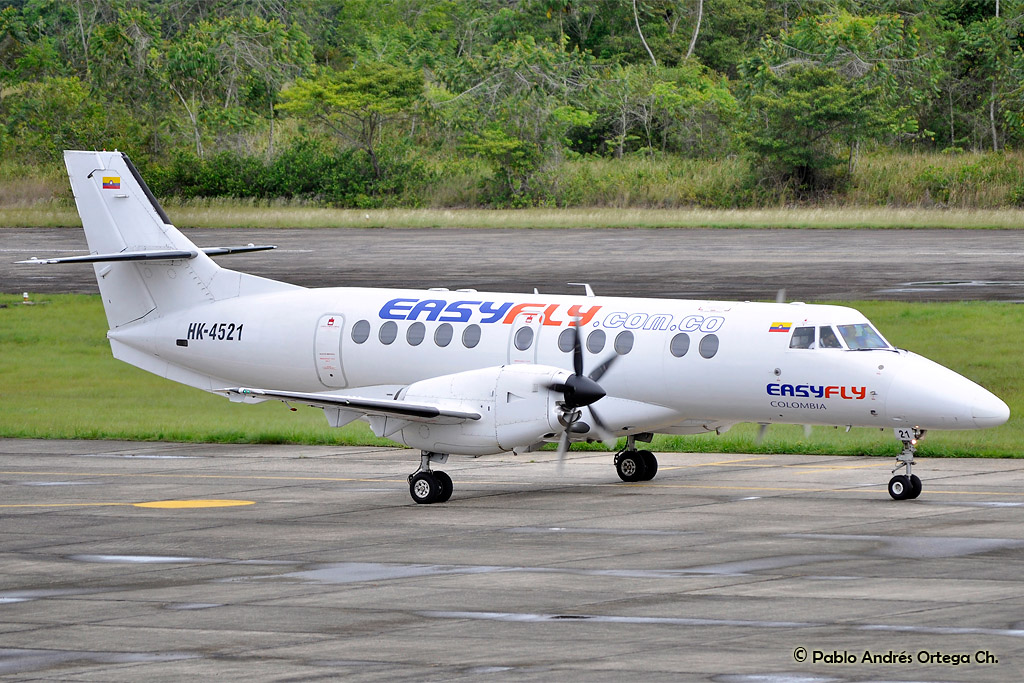
Un British Aerospace Jetstream 41 di EasyFly.

Nel corso degli anni la compagnia ha operato con i seguenti modelli di aeromobili:
- British Aerospace Jetstream 41